# Luigi Michelotti
Luigi Michelotti, detto Gigi (Cirié, 24 agosto 1879 – Torino, 29 luglio 1967), è stato un giornalista italiano.

## Biografia
Inizia a scrivere sul principio del XX secolo recensioni teatrali ne Il Momento, quotidiano cattolico della zona. Successivamente passa a La Stampa, quotidiano torinese, come inviato di guerra; nel 1915 è in Africa dove segue la campagna di Libia, e in seguito rientra in Italia sul fronte della prima guerra mondiale. Al termine del conflitto assume il ruolo di inviato a Parigi per La Stampa, quotidiano di cui diventa condirettore con Gino Pestelli agli inizi degli anni venti.
Con l'avvento del fascismo abbandona la carta stampata per la radio, nella neonata EIAR. In quegli anni dà vita al Radiocorriere, di cui sarà direttore dal 1929 al 1943.
Nel 1950 gli viene conferito il Premio Saint-Vincent per il giornalismo.